# 永恒之柱
《永恒之柱》是黑曜石娱乐开发、Paradox Interactive发行的一款角色扮演游戏。游戏背景设定于奇幻世界艾欧拉，主要故事发生在名为鹿林的国家。受不明原因的瘟疫影响，鹿林的新生儿中出现大量没有灵魂的“空婴”。在游戏开篇，主角自一场超自然风暴中幸存，却意外觉醒了身为“灵视者”的能力：可以看到他人的灵魂并与之互动。故事主线围绕主角寻找自身觉醒原因和如何解决空婴危机展开。
游戏于2015年3月26日在Microsoft Windows、OS X和Linux平台发售，是《博德之门》、《冰风谷》系列与《异域镇魂曲》的精神续作。黑曜石娱乐于2012年9月在Kickstarter上发布众筹项目，为开发本作筹得将近400万美元经费，成为当时筹资最多的游戏。游戏后来采用Unity引擎完成开发。
《永恒之柱》发布后得到广泛好评，评论家主要称赞游戏丰富的世界观、代入感十足的叙事和优秀的战斗机制，认为其很好地传承了先前作品的精神。游戏也收获众多奖项与提名，更被多家游戏媒体评为2015年度最佳角色扮演游戏之一。游戏的资料片《白色远征》以两部曲形式分别发售于2015年8月和2016年2月。续作《永恒之柱2：死亡之火》在2018年5月发售。

## 系统

《永恒之柱》中的对话界面示例，玩家可依据个人喜好选择不同的回答。

在角色扮演机制下，《永恒之柱》采用基于小队的可暂停即时制游戏系统。玩家扮演的主角作为“灵视者”（Watcher）拥有看到他人灵魂并与之互动的能力，可以查看死者生前记忆，也能同徘徊在人世间的亡灵交流。游戏画面采用固定等距视角，由三维模型和二维预渲染背景组成，类似于启发了本作的《博德之门》、《冰风谷》和《异域镇魂曲》。
游戏开始需要玩家为主角选择性别、种族、职业、能力属性和文化背景，这些都会影响之后与NPC和可交互物体对话时的选项。游戏中有十一种可选职业，包括战士（Fighter）、游侠（Ranger）、圣武士（Paladin）、牧师（Priest）、法师（Wizard）、咏者（Chanter）、译灵使（Cipher）、德鲁伊（Druid）、武僧（Monk）、野蛮人（Barbarian）和游荡者（Rogue）。每种职业都有其突出的能力属性，以及各自独特的战斗方式：例如在与敌对势力交战时，译灵使可以操纵敌方个体的灵魂使其为己方作战，德鲁伊则能够变形成野兽和施展各类法术。除了先天的能力属性，角色还拥有五项技能，即隐匿（Stealth）、体能（Athletics）、学识（Lore）、器械（Mechanics）和生存（Survival），可以通过每次升级获得的点数来增强。技能为特定行动提供加成，如高器械才能开高等级锁，高生存可以选择更好的露营奖励。尽管角色职业和游戏机制类似《龙与地下城》，游戏实际拥有一套自己的系统。角色完成任务和解开新场景都会收获升级所需经验点，击杀敌人却没有经验奖励，意味着玩家采取非暴力手段也能取得相应回报。
整个游戏世界的地点会随着主线剧情推进逐渐解开，玩家可以在已解锁的场景中自由探索，有机会遭遇敌人、发现物品，或是找到手头的任务目标。大部分游戏场景中都有战争迷雾存在，从未探索的区域在地图上完全漆黑，经过的地区则会在玩家离开后用浅色阴影覆盖。游戏在主线剧情外还包含丰富的支线任务，与以往角色扮演游戏中典型的“搜集任务”不同，这些任务大都拥有形象鲜明的配角和多样的完成方式。玩家可以在游戏里组建最多六人的小队来协助主角冒险，同伴的来源则有两种：八名重要配角分布在特定场景中，每名角色都有各自的背景故事和任务，以及独有的个性与外貌，他们会在同主角首次交谈后申请加入；另一种是玩家自建角色，根据个人需要花费相应价格，就能在旅店招募到不同等级的冒险者。
对于主角一行人，不同派系间拥有相互独立的信誉评级，各派系的态度取决于玩家在谈话时和任务过程中做出的选择。高信誉会受到派系内NPC的欢迎，派系所属商店也会向玩家开放，低信誉则会导致派系敌对。此外，玩家与各派系关系如何也会对游戏结局产生一定影响。 主角小队在行动时可切换至侦查模式，这会缩短敌人警觉的距离，也能发现隐藏的物品和陷阱，且角色的隐匿技能等级越高效果越好。陷阱也可以拆除并用于之后对付敌人，前提是角色达到相应的器械技能等级。完成第一章故事后，主角会取得努亚堡的所有权，玩家可以通过修缮它获得更高收益和各类奖励。
《永恒之柱》的战斗系统赋予每类敌人专门的防御数据，相同类型的武器和元素攻击会受敌人防御属性影响而产生不同的伤害效果，部分敌人还能抵抗或免疫特定类型的属性减益。因此，玩家为角色配备不同类型的武器和法术、针对敌人弱点发动攻击就显得尤为重要：例如，身着板甲的敌人可以有效抵挡穿刺伤害，此时对其使用电击则效果拔群。游戏内置的生物图鉴会记录玩家遭遇过的敌人信息，每击杀一类敌人就能为相应栏目增添更多资料，帮助玩家在战斗时查看对面的防御数据，进而选择行之有效的战术策略。当敌人的攻击伤害到角色时，将同时降低角色的耐力值与生命值：角色在战斗中耗尽耐力会被击倒，直到战斗结束才会恢复，若生命值过低则无法完全复原；生命值无法自动恢复，如果生命耗尽将导致该名角色永久死亡。玩家可以在野外露营或购买旅店房间，通过休息恢复生命值，还能获得一些加成。

## 概要

### 背景
故事发生在艾欧拉（Eora）世界南半球一个名为东域（Eastern Reach）的地区，其面积与西班牙相近。东域包括了数个国家：鹿林自治领（Free Palatinate of Dyrwood）曾是聚鹿帝国（Aedyr Empire）的殖民地，在反抗之战后赢得独立；艾尔·格兰芬瑟（Eír Glanfath）位于鹿林以东，是土著格兰芬瑟人建立的部落国家；瓦利亚共和国（Vailian Republics）在鹿林和艾尔·格兰芬瑟以南，是一个商业发达的城邦联盟；瑞德赛拉斯悔罪摄政区（Penitential Regency of Readceras）位于鹿林东北面，是信奉光明与重生之神俄撒斯（Eothas）的准神权国家。
在科技与社会层面，艾欧拉的大部分文明大致对应文艺复兴早期阶段。彼时火器技术尚不成熟，使用相对繁琐，还未大规模普及，但仍对先前强大的法师群体产生不小冲击。
近来有学者发现：灵魂真实存在，且能被转移、储存与塑造。灵魂是魔法的基础，一些人透过吸取灵魂的力量自我增强。灵魂在死亡时即离开躯体，在转世前会经历一段相对未知的过程。但每个人的灵魂依然保有前世的记忆，通过某些方式可以使其“觉醒”（Awakened），让人回想起自己的前世经历。极少数人拥有感知他人灵魂的特殊能力，可以通过接触读取过往记忆，这类人被称作“灵视者”（Watcher）。“铸魂学”（Animancy）是研究灵魂的科学，在艾欧拉尚属新兴事物，对整个社会的深远影响却难以估量。其在促进科技快速进步的同时，也加剧了不同信仰社群间的分歧与冲突，将艾欧拉世界带入大动荡时代。

### 角色
玩家可自由选择角色的男女性别和六个种族，游戏中通常将主角称作“灵视者”（The Watcher）。在冒险过程中，共有八名重要配角可以成为玩家的同伴，其中包括：艾德尔（Edér）是一名战士，也是俄撒斯神的忠实信徒； 亚洛斯（Aloth）是一名法师，出身于侍奉贵族的家庭； 杜兰斯（Durance）是一名理想幻灭的牧师，追随着火焰与战争女神玛珈岚（Magran）； 萨佳妮（Sagani）是一名飘洋过海来到鹿林寻找村中长者转世灵魂的游侠； 伤悲之母（Grieving Mother）是一名奇特的译灵使，她无法为常人所见，似乎和空婴危机有某种联系； 帕蕾吉娜（Pallegina）是一名圣武士，效力于瓦利亚共和国； 卡纳（Kana Rua）是一名来自努瓦泰（Rauatai）的咏者，肩负着寻找圣书的使命；希拉维亚斯（Hiravias）则是一名被所在部落驱逐的德鲁伊。

### 剧情
故事主角是一名前往鹿林城镇饰金谷（Gilded Vale）定居的外来者，其所在车队半路遭遇神秘风暴袭击，死伤惨重。 主角躲入山洞避难，偶然撞见有邪教徒在一台巨大机器前举行仪式，机器抽光了他们的灵魂，随后爆炸。爆炸产生的能量使主角意外成为能够阅读他人灵魂的“灵视者”，同时也令主角“觉醒”，前世记忆开始涌入脑海。主角经指点前往努亚堡（Caed Nua）拜访另一位灵视者梅沃德（Maerwald）。在努亚堡，主角得知觉醒的代价是严重的幻觉与失眠，如不及时找到始作俑者扭转这诅咒，长此以往必将发疯。
整个鹿林此时正笼罩在“空婴危机”（Hollowborn Plague）的阴影下：大部分婴儿生来没有灵魂，无法对外界作出反应，处在类似永久植物人的状态。人们普遍将此归咎于研究和操纵灵魂的“铸魂师”。主角一路追寻邪教徒踪迹来到鹿林首府反抗湾（Defiance Bay），调查发现正是这帮人窃取了空婴们的灵魂，并计划嫁祸给铸魂师。他们被称作灰钥社（Leaden Key），领导者名叫撒奥斯（Thaos），此人也是导致主角觉醒的元凶。尽管主角赶在听证会上向市民道出真相，撒奥斯却突然附身于铸魂师代表，杀害了主持会议的反抗湾公爵。城市因此陷入动乱，大量铸魂师被私刑处死，研究机构也付之一炬。
主角通过灵视者能力追查到撒奥斯的下个目的地是艾尔·格兰芬瑟首府双榆城（Twin Elms）。在双榆城地下的遗迹里，主角一行人最终获悉撒奥斯行为背后的惊天秘密：艾欧拉的众神其实是由古代高科技文明英格维仙（Engwith）创造的合成生命。英格维仙人是铸魂学的大师，他们通过科学研究发现在艾欧拉世界根本没有神，这也让他们出现了存在危机。英格维仙人看到以往大多数社会利用对神的信仰使道德体系生效，他们担心世人若得知没有真神的事实，将导致非道德行为传播。
而有鉴于艾欧拉长期饱受宗教冲突困扰，英格维仙人决定自己创造神以终结这种局面。他们将自己的全部灵魂注入魔法结构中，这些结构从此便以艾欧拉宇宙真神的身份展现给后世凡人。有了统一信仰的众神，艾欧拉人民变得团结起来，结束了延续数世纪的宗教冲突，还推动了文明的传播发展。撒奥斯其实是一名英格维仙铸魂师，通过在不同身体间转移自己的灵魂存活至今。他肩负着掩盖英格维仙造神真相的永恒使命，防止人们质疑众神的正统地位。撒奥斯不遗余力打压铸魂学，正是为了阻止铸魂师们跟随英格维仙人脚步，再次揭开这一真相。另一方面，撒奥斯窃取空婴们的灵魂则是为了献给昔日的女皇、法律与秩序女神娥狄卡（Woedica），让她有足够力量再次主宰众神。
虽然其他神也希望保守这个秘密，他们更不愿坐视娥狄卡一家独大，因此决定赋予灵视者一部分力量，助其突破撒奥斯老巢影中阳（Sun in Shadow）的防御。主角最终在影中阳击败撒奥斯，宿怨已了，前世的记忆也不再困扰。而对于空婴危机，众神为主角提供了不同的解决方案，故事的结局取决于玩家在游戏中做出的选择。

## 开发

发布于Kickstarter众筹期间的《永恒之柱》概念艺术。

《永恒之柱》由黑曜石娱乐开发、Paradox Interactive发行，采用为游戏特别定制的Unity引擎完成开发，并由乔什·索亚担任游戏总监。起初黑曜石娱乐内部对游戏的剧情构想意见不一，最终埃里克·芬斯特马克（Eric Fenstermaker）和乔治·兹亚茨的版本获得青睐，曾为《辐射：新维加斯》撰写剧本的芬斯特马克随后出任首席编剧一职。亚当·布伦内克（Adam Brennecke）、克里斯·阿维隆和蒂姆·凯恩也参与了游戏制作。游戏配乐由贾斯廷·E·贝尔（Justin E. Bell）负责，他也是《永恒之柱》的音频总监。贝尔表示自己在创作游戏配乐时，从《博德之门》和《冰风谷》的音乐中受益良多。
2012年9月10日，黑曜石娱乐在其官网放出代号“项目X”（Project X）的新游戏预告图，图中有一条衔尾蛇环绕着数字4，人们在次日发现这是个倒计时。到了9月14日，正式的众筹活动在Kickstarter发布，展示了更多项目内容。项目最初设定的110万美元目标在短短24小时内达到，工作室随即宣布了第一阶段延伸目标。项目发布五天后，筹款已超过160万美元，随后在9月26日突破200万美元大关。工作室表示游戏将会登陆OS X平台，并于GOG上提供无DRM选项的版本，又在9月21日承诺推出Linux版本游戏。黑曜石娱乐在10月8日宣布，将向所有投资达到165美元的支持者提供另一款游戏《废土2》作为奖励。众筹活动进入最后一天，项目筹资金额已然超越《破碎时光》，成为当时在Kickstarter上筹资最多的游戏。
2012年10月16日，游戏在Kickstarter上的众筹活动宣告结束，项目最终共筹得3,986,929美元开发经费。再加上通过PayPal收集到的资金，整个游戏的预算增至4,163,208美元。黑曜石娱乐于2013年12月将游戏正式定名为《永恒之柱》，取代众筹期间使用的临时名称《永恒计划》（Project Eternity）。他们还发起了一项民意调查，询问支持者们是否愿意接受进一步筹款。
2010年代初，资深游戏开发商往往会在玩家怀旧心理驱动下发起众筹活动，迫使主要发行商为可能已经过时的小众游戏类型提供开发资金，《永恒之柱》也不例外。黑曜石娱乐的CEO费格斯·厄克特曾就游戏为何采用众筹模式而非传统的开发商与发行商对接作出解释：“Kickstarter能让我们做出一款绝对致敬经典的游戏，传统发行商却不肯拿出这么多的资金。”游戏总监乔什·索亚也曾在采访中表示，没有发行商的限制，可以让他们“深入探讨更富争议的话题，包括奴隶制，涉及种族、文化、意识形态和性别的敌对偏见，毒品的使用与交易，以及其他有助于充实故事的内容。”黑曜石娱乐承认他们受到inXile娱乐通过Kickstarter为《废土2》众筹成功的鼓舞，曾领导开发《异域镇魂曲》的克里斯·阿维隆更在项目发布期间表示，倘若此次众筹活动取得成功，他们将把《永恒之柱》打造成一个系列。但阿维隆也否决了将游戏移植到家用机的可能，他直言“家用机自身局限对RPG机制和内容的影响远超玩家们预想，尤其对于那些从未接触过CRPG、不知道自己错过了什么的玩家而言，家用机通常无法带来良好的RPG游玩体验。”尽管如此，游戏最终还是成功移植到了家用机上。此外，阿维隆还承诺以游戏世界为背景创作中篇小说，如今已有四部中篇小说发布于黑曜石娱乐官网。
Paradox Interactive于2014年3月正式确定为《永恒之柱》的发行商。据悉，Paradox将专注于游戏的市场营销和分销工作，黑曜石娱乐依然保有游戏全部知识产权。2015年3月11日，黑曜石娱乐发布了名为《永恒之路》（Road to Eternity）的系列纪录片为游戏发售预热，主要讲述《永恒之柱》的诞生历程。纪录片揭示了《永恒之柱》之于黑曜石娱乐的重要意义：早在2012年，工作室曾为次世代家用机开发一款大型游戏，但项目中途取消，公司遭遇财务危机且面临倒闭，正是《永恒之柱》在Kickstarter众筹成功所带来的资金挽救了这一切。

## 发行
2015年3月17日，黑曜石娱乐证实《永恒之柱》的开发工作已经结束，正在为即将到来的发售做准备。游戏随后于3月26日在Microsoft Windows、OS X和Linux平台正式发售。游戏同时发行多个版本：冠军版（Champion Edition）包含了游戏世界地图和历史年鉴，游戏原声带、壁纸及铃声；皇家版（Royal Edition）在冠军版基础上增加游戏战略指南、概念艺术，以及克里斯·阿维隆为游戏创作的中篇小说。游戏的完整版本《永恒之柱：完整版》（Pillars of Eternity: Complete Edition）于2017年8月29日登陆PlayStation 4和Xbox One平台，该版本由Paradox Arctic移植，包含了游戏本体更新及所有资料片内容。游戏的任天堂Switch版本于2019年8月8日推出，交由Versus Evil负责发行，但因为始终无法修复的重大程序错误，Versus Evil最终于2021年2月8日宣布放弃游戏在Switch的移植工作。此后在2025年的游戏发售十周年纪念日上，黑曜石娱乐宣布将于同年晚些时候为游戏添加回合制战斗模式。

### 资料片
黑曜石娱乐在2015年电子娱乐展上宣布《永恒之柱》的资料片《白色远征》会以两部曲的形式推出。第一部分发售于2015年8月25日，第二部分则在2016年2月16日发售。在《白色远征》中，玩家将踏上前往全新地图“白际山”的旅程，围绕古代矮人遗物“白铸炉”展开一系列冒险。三位全新的重要配角可以作为同伴加入，包括游荡者卡洛克恶魔（Devil of Caroc）、武僧扎奥华（Zahua）和野蛮人玛奈哈（Maneha）。角色等级上限也由原先的十二级提升至十六级，并相应地新增了一些法术和能力。对资料片的评价以正面为主，游戏评论网站Metacritic分别基于22条评论给予第一部分76/100和第二部分79/100的评价。

## 反响

### 评价
《永恒之柱》在发售后获得普遍正面的评价。Metacritic分别基于71条评论给予游戏Microsoft Windows版本89/100分，基于25条评论给予PlayStation 4版本85/100分，基于11条评论给予Xbox One版本86/100分和任天堂Switch版本82/100分。 《The Escapist》的编辑贾斯廷·克劳斯（Justin Clouse）认为除了迎合怀旧的粉丝群体，游戏自身也“相当优秀”，可以说是“近年来”最好的等距角色扮演游戏。 《PC Gamer》的编辑则表示《永恒之柱》是黑曜石娱乐创建至今的最佳作品，很好地展现了身为精神续作的价值。在IGN撰稿赞扬本作集老派角色扮演游戏的优点于一身，Digital Spy的编辑马克·兰肖（Mark Langshaw）则称其为“角色扮演游戏制作的大师级教程”。
评论家们对《永恒之柱》的游戏性赞赏有加。Game Revolution的编辑杰布·霍特（Jeb Haught）认为游戏的战斗机制“深奥且吸引人”，《Metro》的编辑罗杰·哈格里夫斯（Roger Hargreaves）也称其“非常复杂”。GameSpot的编辑觉得游戏最出彩的部分就是战斗，还表扬了游戏的战斗音乐。Gameplanet的编辑托比·希尔斯（Toby Hills）则对游戏的战斗策略和角色升级系统颇为青睐。《Game Informer》的编辑称赞游戏可随时调节难度和设置自动暂停选项的自定义战斗系统，只对角色的寻路机制不甚满意。
游戏的视觉和音乐效果同样收获不少好评。Gameplanet的希尔斯认为游戏拥有出色的美术设计，《Game Informer》的则形容游戏地图经过“精心制作”，角色及其装备的细节令人“难以置信”。《Metro》的哈格里夫斯指出，游戏具有“极其精美”的画面，很大程度得益于《永恒之柱》比《博德之门》等老游戏更高的分辨率；同时他也赞赏了游戏的灯光和粒子效果。《The Escapist》的克劳斯表示游戏里的法术效果在视觉上让人“印象深刻”，角色模型也较传统等距游戏有所改进，但背景画面未能像“一些风景如画的老游戏”那般带来震撼。另一方面，IGN的则批评游戏的美术风格已经“过时”。对于游戏配音，Gameplanet的希尔斯认为演员们表现得非常出色，没有过度表演。《Game Informer》的也持相同观点，并形容游戏的音效与配乐“细腻而优美”。
游戏的剧情与叙事也广受赞誉。GameSpot的形容《永恒之柱》的语言“很美”，尤其表扬了伤悲之母的部分，认为她的个人故事写得引人入胜且“充满神秘色彩”。《PC Gamer》的同样称赞游戏的叙事“丰富多彩”，使人“浮想联翩”。Destructoid的编辑康拉德·齐默尔曼（Conrad Zimmerman）赞叹于剧情设计和游戏世界对玩家行为的反应，写道“主线故事充满曲折与惊喜，一举一动也可能在游戏世界产生惊人后果，让玩家感觉仿佛置身其中”。IGN的则发现游戏中的角色，无论主次，都有较为完整的形象刻画，遗憾的是只有少数角色拥有配音。然而，《Eurogamer》的编辑对此持有不同意见，他认为本作相比《博德之门》缺乏幽默感，也没有像《异域镇魂曲》里莫提这样有趣的角色，批评游戏任务“相当老套”且身边角色没一个能记得住。

### 销量
黑曜石娱乐和Paradox Interactive于2015年10月宣布《永恒之柱》共计售出超过50万份。截至2016年2月，游戏销量已超过70万份。

### 奖项与荣誉
《永恒之柱》于2015年推出后收获不少奖项与提名。在2015年度游戏大奖上，游戏曾获“最佳角色扮演游戏”提名，但落败于《巫师3：狂猎》。而在同年的IGN年度评选中，游戏获得“年度游戏”、“年度PC游戏”和“最佳角色扮演游戏”三项提名。游戏还参与了2015年度NAVGTR奖和全球游戏奖的评选，其间获得多项提名，并最终获选为全球游戏奖“最佳角色扮演游戏”。在2016年的第19届D.I.C.E.奖上，《永恒之柱》获得“年度角色扮演/大型多人游戏”提名。游戏也曾与《巫师3：狂猎》、《刺客信条：枭雄》一同竞争第68届美国编剧工会奖“电子游戏编剧杰出成就”，然不敌《古墓丽影：崛起》无缘奖项。 
包括VentureBeat、WhatCulture和《大众机械》在内的多家媒体把《永恒之柱》列为2015年度十佳角色扮演游戏之一，《Rock, Paper, Shotgun》甚至将其评为当年度最佳角色扮演游戏。在IGN评选的史上最佳100款角色扮演游戏中，《永恒之柱》位列第95。无独有偶，《Game Informer》曾于2018年进行类似评选，将游戏排在第93位。2021年，《PC Gamer》发布史上最佳PC角色扮演游戏名单，本作亦入选其中。
| 年份 | 奖项                     | 类别                       | 获提名者                                        | 结果 | 来源    |
| ---- | ------------------------ | -------------------------- | ----------------------------------------------- | ---- | ------- |
| 2015 | 全球游戏奖               | 年度游戏                   | 永恒之柱                                        | 提名 | [ 123 ] |
| 2015 | 全球游戏奖               | 最佳PC独占                 | 永恒之柱                                        | 提名 | [ 123 ] |
| 2015 | 全球游戏奖               | 最佳角色扮演游戏           | 永恒之柱                                        | 獲獎 | [ 123 ] |
| 2015 | 全球游戏奖               | 最佳原创游戏               | 永恒之柱                                        | 提名 | [ 123 ] |
| 2015 | 全球游戏奖               | 最佳开发商                 | 黑曜石娱乐                                      | 提名 | [ 123 ] |
| 2015 | 游戏大奖                 | 最佳角色扮演游戏           | 永恒之柱                                        | 提名 | [ 117 ] |
| 2015 | 《PC Gamer》             | PC精神奖                   | 永恒之柱                                        | 獲獎 | [ 133 ] |
| 2015 | 《Rock, Paper, Shotgun》 | 最佳角色扮演游戏           | 永恒之柱                                        | 獲獎 | [ 129 ] |
| 2015 | IGN                      | 年度游戏                   | 永恒之柱                                        | 提名 | [ 119 ] |
| 2015 | IGN                      | 年度PC游戏                 | 永恒之柱                                        | 提名 | [ 120 ] |
| 2015 | IGN                      | 最佳角色扮演游戏           | 永恒之柱                                        | 提名 | [ 121 ] |
| 2015 | NAVGTR奖                 | 最佳原创角色扮演游戏       | 永恒之柱                                        | 提名 | [ 122 ] |
| 2015 | NAVGTR奖                 | 最佳游戏设计（新IP）       | 永恒之柱                                        | 提名 | [ 122 ] |
| 2015 | NAVGTR奖                 | 最佳原创剧情类配乐（新IP） | 贾斯廷·E·贝尔                                   | 提名 | [ 122 ] |
| 2016 | 美国编剧工会奖           | 电子游戏编剧杰出成就       | 埃里克·芬斯特马克、卡丽·帕特尔、奥利维娅·韦拉斯 | 提名 | [ 125 ] |
| 2016 | D.I.C.E.奖               | 年度角色扮演/大型多人游戏  | 永恒之柱                                        | 提名 | [ 124 ] |

## 续作
黑曜石娱乐于2016年5月确认了《永恒之柱》续作的开发计划，可能会再次通过众筹募集资金。2017年1月26日，续作正式定名为《永恒之柱2：死亡之火》，同时在Fig开启众筹活动，不到一天时间就完成了既定的110万美元目标，活动结束时共计筹得超过440万美元开发经费。《死亡之火》改由Versus Evil发行，于2018年5月8日在Microsoft Windows、OS X和Linux平台发售，而后于2020年1月28日登陆PlayStation 4和Xbox One平台。游戏故事发生在前作五年后，被认为已死的俄撒斯神自努亚堡地底苏醒，主角“灵视者”在对抗中身负重伤，临死之际被死亡与轮回之神贝拉斯救起，代价则是替贝拉斯前往遥远的亡焰列岛，追捕俄撒斯并找出他的计划。